# 宮下未紀
宮下 未紀（みやした みき、7月16日 - ）は日本の女性漫画家・イラストレーター。以前は成人向け専門だったが、近年人気ライトノベルのコミカライズ経験を経て、一般向け漫画にも参入。神奈川県出身・在住。
「共月庭」（以前は『共月亭』、『共月邸』）という名で男性向け同人誌サークル活動も行っている。小説担当の姫乃樹ゆかと組んでのTwin-Fizzや、BL方面では星野志保（サークル名：FireCracker・Cromwell）の別名義でも作品がある。
岩田次夫が早くからその才能を見込み、無名の時代から親交が深い。
ペンネームである「宮下未紀」は、倉橋由美子の小説『聖少女』の主人公名に因んでつけたもの。
インコ愛好家であり、鳥関連同人誌に寄稿も行っている。
妹は、漫画家の望月奈々であるものとツィッターでは発言し、度々話題の中に出している。

## 作品リスト

### 漫画
成人向け
- 『シトロン・ヴェール』(成年コミック、全1巻。ビブロス版、1編追加された晋遊舎版、マックスから出版された新装版がある)
- 『キスきゅー』（COMICポプリクラブ、成年コミック、全1巻。晋遊舎版、マックスから出版された新装版がある）

一般向け
- 『まぶらほ』（月刊ドラゴンエイジ、原作：築地俊彦、全2巻）
- 『秋葉原いちまんちゃんねる』（エース桃組、全1巻）
- 『ピクシーゲイル』（月刊ドラゴンエイジ、既刊2巻） - 無期休載
- 『マイナスりてらしー』（コミック百合姫S、全1巻）
- 『よくわかる現代魔法』（ジャンプスクエア、原作：桜坂洋、全2巻） -自身がイラストを担当しているライトノベルのコミカライズ。
- 『となりのランドセルw』（ジャンプSQ.19、全4巻）
- 『瑠璃垣夜子の遺言』（月刊コミックブレイドにて隔月連載、奇数月発売号掲載、全3巻）

### イラスト
- 『よくわかる現代魔法』シリーズ[3]（桜坂洋著、スーパーダッシュ文庫（集英社）刊）
- 『黒闇天女にご用心!』（伊東京一著、ファミ通文庫（エンターブレイン）刊）
- 『しろくろ！』ガトーショコラパッケージ　ベイクドチーズケーキ専門店デボンポート

### ゲーム原画
- 『Silent Half』（LimeLight） - PC用アダルトゲーム。

### その他
- 『鍵姫物語 永久アリス輪舞曲』（介錯著、一部キャラクターデザイン協力）